# Danspreludes
Danspreludes is een compositie van de Poolse componist Witold Lutosławski. Hij begon in 1954 aan een stuk voor klarinet en piano en rondde dat op 21 december van dat jaar af. Het is geschreven op verzoek van de Poolse Staatsmuziekuitgeverij, die een stuk bestelde voor educatie van klarinettisten. Al snel maakte de componist ook een versie voor klarinet en kamerorkest (gereed op 5 september 1955). Nog later verscheen ook een versie voor klarinet en orkest. Danspreludes is van origine een werk voor concerten. Het stuk is voor muziek uit 1954/55 vrij toegankelijk, waarschijnlijk nog een weerslag van de ban van de Poolse autoriteiten op in hun ogen al-te-modern-klinkende klassieke muziek.   
Zijn eigen mening over het werk: "Mijn laatste werk op basis van folklore en een onzekere tijd".
Het werk bestaat uit vijf deeltjes van maximaal 3 minuten:
1. Allegro molto
2. Andantino
3. Allegro giocoso
4. Andante
5. Allegro molto

De premières waren als volgt:
- 15 februari 1955 speelden Ludwik Kurkiewicz (klarinet) en Sergiusz Nadgryzowski (piano) het in Warschau.
- 10 november 1959 speelde een Tsjechisch nonet het in Louny (samenstelling 1 fluit, 1 hobo, 1 klarinet, 1 fagot, 1 hoorn, 1 viool, 1 altviool, 1 cello, 1 contrabas).
- 27 juni 1963 speelde Gervaise de Peyer de kamerorkestversie op het Aldeburgh-festival; Benjamin Britten leidde toen het English Chamber Orchestra (samenstelling: klarinet, harp, piano, percussie en strijkinstrumenten). Het verving toen een werk van Britten zelf. Het was wel al in 1955 tijdens een radio-uitzending te beluisteren.
- 24 februari 1991 kreeg het haar eerste uitvoering als ballet; Miriam Mahdaviani maakte een choreografie voor het New York City Ballet voor een uitvoering in het Lincoln Center.

## Discografie
Van de versies met piano en kamerorkest is een aantal opnamen in de handel.